# Коян
Коян (кор.  고양시 ,  高 阳 市, Goyang-si) — місто в провінції Кьонгі, Південна Корея. Коян має у своєму складі муніципальний округ Ільсан, з'єднаний з Сеулом лінією метро.

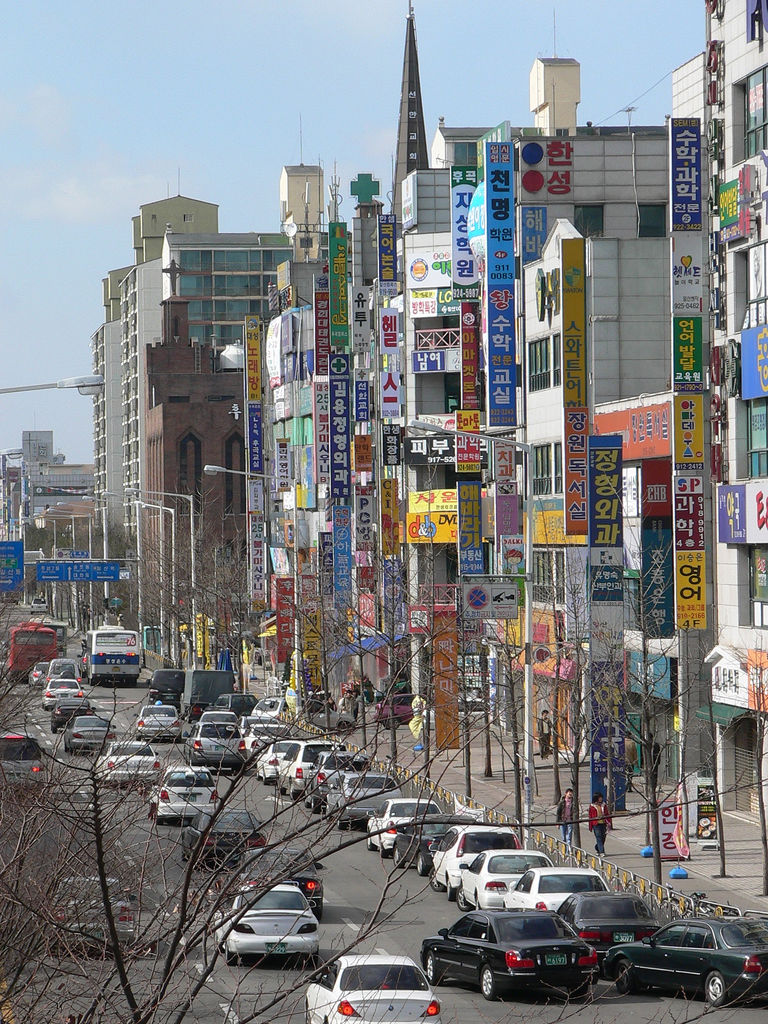

## Історія
В епоху Трьох держав територія, на якій зараз знаходиться місто, належала державі Сілла. У той час тут перебували округу (хени) Кобона, УВАН і Кебек. Пізніше, у період Корьо ця територія була поділена між округами Кобона і Тогян. В 1413 у Коян отримав свою сучасну назву і адміністративний статус хен. У 1471 році Коян був привласнений адміністративний статус повіту (кун або гун). В 1949 райони (міни) Инпхен, Сунгін і Ттукто були об'єднані з Сеулом. Статус міста було отримано 1992 року. 1996 року були утворені муніципальні округу Тогян і Ільсан.

## Географія
Коян — місто-супутник Сеула, розташований уздовж північної його межі. На сході межує з містом Янджу, на півночі — з Пхаджу, на заході — з Кімпхо.

## Адміністративний поділ
Коян адміністративно ділиться на 3 гу (ку) і 39 дон (тон):
| Повіт                    | Район          | Хангиль   | Площа, км ² | Населення, чол |
| ------------------------ | -------------- | --------- | ----------- | -------------- |
| Ільсан-Донгу (일산 동구) | Кобондон       | 고봉동    | 24,54       | 14674          |
| Ільсан-Донгу (일산 동구) | Маду-ідон      | 마두 2 동 | 0,83        | 18743          |
| Ільсан-Донгу (일산 동구) | Маду-ільдон    | 마두 1 동 | 2,01        | 29079          |
| Ільсан-Донгу (일산 동구) | Пхунсандон     | 풍산동    | 5,58        | 38117          |
| Ільсан-Донгу (일산 동구) | Пексок-ідон    | 백석 2 동 |             | 22003          |
| Ільсан-Донгу (일산 동구) | Пексон-ільдон  | 백석 1 동 |             | 28999          |
| Ільсан-Донгу (일산 동구) | Сіксадон       | 식사동    | 6,90        | 6960           |
| Ільсан-Донгу (일산 동구) | Чанхай-ідон    | 장항 2 동 | 1,66        | 25595          |
| Ільсан-Донгу (일산 동구) | Чанхай-ільдон  | 장항 1 동 | 10,33       | 3363           |
| Ільсан-Донгу (일산 동구) | Чонбальсандон  | 정발 산동 | 1,53        | 30181          |
| Ільсан-Донгу (일산 동구) | Чунсандон      | 중산동    |             | 43653          |
| Ільсан-Согу (일산 서구)  | Ільсан-ідон    | 일산 2 동 |             | 23233          |
| Ільсан-Согу (일산 서구)  | Ільсан-ільдон  | 일산 1 동 |             | 12520          |
| Ільсан-Согу (일산 서구)  | Ільсан-самдон  | 일산 3 동 |             | 42166          |
| Ільсан-Согу (일산 서구)  | Сонпходон      | 송포동    | 11,95       | 18184          |
| Ільсан-Согу (일산 서구)  | Сонсандон      | 송산동    | 20,93       | 29645          |
| Ільсан-Согу (일산 서구)  | Техвадон       | 대화동    | 3,03        | 36133          |
| Ільсан-Согу (일산 서구)  | Тханхьондон    | 탄현동    | 2,19        | 42480          |
| Ільсан-Согу (일산 서구)  | Чуйоп-ідон     | 주엽 2 동 | 1,12        | 35054          |
| Ільсан-Согу (일산 서구)  | Чуйоп-ільдон   | 주엽 1 동 | 0,93        | 33133          |
| Тогянгу (덕양구)         | Вонсіндон      | 원신동    | 12,65       | 4623           |
| Тогянгу (덕양구)         | Квансандон     | 관산동    | 13,46       | 18625          |
| Тогянгу (덕양구)         | Кояндон        | 고양동    | 26,99       | 19667          |
| Тогянгу (덕양구)         | Нингоктон      | 능곡동    | 11,51       | 13085          |
| Тогянгу (덕양구)         | Сіндодон       | 신도동    | 6,67        | 9243           |
| Тогянгу (덕양구)         | Сонса-ідон     | 성사 2 동 | 1,81        | 14282          |
| Тогянгу (덕양구)         | Сонса-ільдон   | 성사 1 동 | 3,39        | 20895          |
| Тогянгу (덕양구)         | Тедоктон       | 대덕동    | 9,40        | 5265           |
| Тогянгу (덕양구)         | Хваджондон     | 화전동    | 8,66        | 9986           |
| Тогянгу (덕양구)         | Хваджон-ідон   | 화정 2 동 | 2,09        | 37318          |
| Тогянгу (덕양구)         | Хваджон-ільдон | 화정 1 동 | 2,15        | 44727          |
| Тогянгу (덕양구)         | Хьоджадон      | 효자동    | 24,91       | 8194           |
| Тогянгу (덕양구)         | Хенджудон      | 행주동    | 8,21        | 18411          |
| Тогянгу (덕양구)         | Хенсін-ідон    | 행신 2 동 | 1,03        | 39146          |
| Тогянгу (덕양구)         | Хенсін-ільдон  | 행신 1 동 |             | 24895          |
| Тогянгу (덕양구)         | Хенсін-самдон  | 행신 3 동 |             | 48480          |
| Тогянгу (덕양구)         | Хиндодон       | 흥도동    | 9,43        | 5726           |
| Тогянгу (덕양구)         | Чугьодон       | 주교동    | 5,41        | 17793          |
| Тогянгу (덕양구)         | Чханниндон     | 창릉동    | 12,01       | 6968           |

## Туризм і визначні пам'ятки
- Військова фортеця Пукхансансон часів династії Чосон. Велика частина фортеці обнесена кріпак стіною довжиною 11 кілометрів і заввишки 3 метри. Всередині муру розташовано кілька добре збережених будівель, у тому числі великий храм Чунхинса.[5]
- Буддистський храм Хингикса споруди VI століття а. Зараз храм повністю відновлений і відкритий для відвідування туристами.[5]
- Міжнародна виставка квітів — проводиться кожні три роки починаючи з 1997. Виставка є найбільшою квіткової виставкою в країні. Кожного разу її відвідує близько мільйона осіб.[6]
- Фестиваль мистецтв Хенджу — проводиться щорічно 14 березня. У програмі фестивалю костюмована хода, виступ народних колективів, ярмарок, змагання в традиційних корейських видах спорту.[6]
- Гора Пукхансан — одна з найбільших гір на півночі країни. Іноді її називають «корейськими Альпами». За горе прокладено кілька маршрутів для заняття гірським туризмом.[7]
- Ільсанскій парк — великий штучний парк, розбитий на території 1200000 м ². При проектування парку враховувалися вимоги екологів, тому тут успішно існує кілька видів рослин і тварин, що мешкають в дикій природі.[7]
- Лафеста — великий торгово-розважальний центр. Загальна територія — 330 тис. м ². Тут розташовані сотні магазинів і ресторанів, а також конезавод і парк. Планується також побудувати поле для гольфу, цілорічний штучний гірськолижний курорт і спортивний центр з басейном.[7]

## Економіка
В економіці міста основний упор зроблений на індустрію високих технологій. У Ільсане будується один з найбільших в Азії технопарк — ільсанскій технопарк. Традиційно також добре розвинене сільське господарство. У коян вирощують рис, фрукт и і багато видів овоч їй.
Коянскій виставковий центр є одним з найбільших в Східної Азії. Він був відкритий в 2005 році. Загальна площа центру близько 1 млн м ². Тут проходить головний автосалон країни Seoul Motor Show. Поряд з виставковим центром планується будівництво Чайнатаун а.

## Вища освіта
Заклади вищої освіти міста:
- Сільськогосподарський коледж
- Авіаційний Інститут Ханкхук
- Університет бізнесу та міжнародного права.

## Міста-побратими
Коян є містом-побратимом таких міст:
 Повіт Ульджін, Південна Корея 

 КНР Цицикар, провінція Хейлунцзян, Китай 

 США Сан-Бернардіно, штат Каліфорнія, США 

 Хеерхуговаард, провінція Північна Голландія, Нідерланди

## Відомі уродженці
- Dasom — вокаліст гурту Sistar